# Arsenovanmeersscheïta
L'arsenovanmeersscheïta és un mineral de la classe dels arsenats. Rep el seu nom per ser l'anàleg amb arsènic de la vanmeersscheïta, la qual rep el seu nom de Maurice Van Meerssche, professor de cristal·lografia de la Universitat Catòlica de Lovaina (Bèlgica). Va ser aprobada com a espècie per l'Associació Mineralògica Internacional l'any 2006.

## Característiques
L'arsenovanmeersscheïta és un uranil arsenat de color groc de fórmula química U4+(UO₂)₃(AsO₄)₂(OH)₂·4H₂O. És una espècie que cristal·litza en el sistema ortoròmbic, amb simetria piramidal mm2. La seva duresa a l'escala de Mohs és 2.
Segons la classificació de Nickel-Strunz, l'arsenovanmeersscheïta pertany a «08.EC: Uranil fosfats i arsenats, amb relació UO₂:RO₄ = 3:2» juntament amb els següents minerals: françoisita-(Nd), phuralumita, upalita, françoisita-(Ce), arsenuranilita, dewindtita, kivuïta, fosfuranilita, yingjiangita, dumontita, hügelita, metavanmeersscheïta, vanmeersscheïta, althupita, mundita, phurcalita i bergenita.
Ha sigut trobada únicament al dipòsit d'urani de la vall de Krunkelbach, a Menzenschwand (Selva Negra, Baden-Württemberg, Alemanya).